# Катеринівська сільська рада (Великолепетиський район)
Катери́нівська сільська́ ра́да — адміністративно-територіальна одиниця та орган місцевого самоврядування в Великолепетиському районі Херсонської області. Адміністративний центр — село Катеринівка.

## Загальні відомості
- Територія ради: 4,07 км²
- Населення ради: 939 осіб (станом на 2001 рік)

## Населені пункти
Сільській раді були підпорядковані населені пункти:
- с. Катеринівка
- с. Костянтинівка

## Склад ради
Рада складалася з 12 депутатів та голови.
- Голова ради: Костецька Ганна Григорівна

### Керівний склад попередніх скликань
| Прізвище, ім'я, по батькові   | Основні відомості                                                                     | Дата обрання | Дата звільнення |
| ----------------------------- | ------------------------------------------------------------------------------------- | ------------ | --------------- |
| Христюк Сергій Маркович       | Сільський голова, 1955 року народження, освіта вища, член Народної партії             | 26.03.2006   | 31.10.2010      |
| Христюк Сергій Маркович       | Сільський голова, 1955 року народження, освіта вища, безпартійний                     | 31.10.2010   | 15.12.2013      |
| Урбанський Микола Миколайович | Сільський голова, 1985 року народження, освіта середня загальна, член Партії регіонів | 15.12.2013   | 26.02.2014      |
| Костецька Ганна Григорівна    | Сільський голова, 1965 року народження, освіта вища, позапартійна                     | 26.10.2014   |                 |

Примітка: таблиця складена за даними сайту Верховної Ради України

### Депутати
За результатами місцевих виборів 2010 року депутатами ради стали:

#### За суб'єктами висування
| Суб'єкт висування           | Кількість обраних депутатів | %    |
| --------------------------- | --------------------------- | ---- |
| Комуністична партія України | 4                           | 33,3 |
| Партія регіонів             | 4                           | 33,3 |
| Народна партія              | 3                           | 25   |
| Самовисування               | 1                           | 8,3  |

#### За округами
| № округу                    | Прізвище, ім'я, по батькові    | Дата визнання обраним | Освіта  | Партійна приналежність | Відомості про обраного депутата                                            |
| --------------------------- | ------------------------------ | --------------------- | ------- | ---------------------- | -------------------------------------------------------------------------- |
| Комуністична партія України |                                |                       |         |                        |                                                                            |
| 5                           | Костецька Ганна Григорівна     | 03.11.2010            | вища    | позапартійна           | Катеринівська сільська рада, секретар                                      |
| 7                           | Новіков Сергій Петрович        | 03.11.2010            | вища    | позапартійний          | Катеринівська загальноосвітня школа І-ІІ ст., слюсар                       |
| 9                           | Козік Надія Володимирівна      | 03.11.2010            | вища    | позапартійна           | Костянтинівська загальноосвітня школа І -ІІ ст., вчитель початкових класів |
| 12                          | Чеботаєв Олександр Павлович    | 03.11.2010            | вища    | позапартійний          | тимчасово не працює                                                        |
| Народна Партія              |                                |                       |         |                        |                                                                            |
| 8                           | Худолій Людмила Миколаївна     | 03.11.2010            | вища    | позапартійна           | Фермерське господарство «Андре»                                            |
| 10                          | Урбанський Анатолій Адольфович | 03.11.2010            | вища    | позапартійний          | Фермерське господарство «Тетяна», голова                                   |
| 11                          | Урбанський Микола Миколайович  | 03.11.2010            | середня | позапартійний          | приватний підприємець                                                      |
| Партія регіонів             |                                |                       |         |                        |                                                                            |
| 1                           | Біблів Раїса Володимрівна      | 03.11.2010            | вища    | член Партії регіонів   | Катеринівський сільський Будинок культури, директор                        |
| 2                           | Шутак Юрій Григорович          | 03.11.2010            | середня | член Партії регіонів   | приватний підприємець                                                      |
| 3                           | Недбайло Наталія Анатоліївна   | 03.11.2010            | вища    | позапартійна           | Катеринівська сільська бібліотека, бібліотекар                             |
| 4                           | Гребенюкова Тетяна Олексіївна  | 03.11.2010            | вища    | позапартійна           | Катеринівська загальноосвітня школа І-ІІ ст., директор                     |
| Самовисування               |                                |                       |         |                        |                                                                            |
| 6                           | Іванченко Микола Іванович      | 03.11.2010            | середня | позапартійний          | Горностаївська УМЗС, машиніст насосної станції                             |

## Населення
Згідно з переписом УРСР 1989 року чисельність наявного населення сільської ради становила 952 особи, з яких 452 чоловіки та 500 жінок.
За переписом населення України 2001 року в сільській раді мешкала 931 особа.

### Мова
Розподіл населення за рідною мовою за даними перепису 2001 року:
| Мова       | Відсоток |
| ---------- | -------- |
| українська | 95,42 %  |
| російська  | 4,47 %   |
| молдовська | 0,11 %   |